# Benjamín Barrera y Reyes
Benjamín Barrera y Reyes MJ (Sensuntepeque en el Departamento de Cabañas, 28 de diciembre de 1902 - Santa Ana, 4 de febrero de 1999) fue un Obispo de El Salvador.
Sus Padres fueron Sotero Barrera y Felipa Reyes.
Entró en contacto con los misioneros josefinos en Sensuntepeque. Él consideraba el 11 de febrero de 1920 como la fecha de su ingreso a la congregación, después de escuchar la invitación que le hiciera el P. Ezequiel Díaz m.j. Antes de partir, junto con sus padres, fue a misa a la iglesia de Santa Lucía, luego fue despedido con lágrimas, abrazos y emociones. Emprendió el viaje por barco de Acajutla (El Salvador) al puerto de Manzanillo (México). Llegó al santuario de Nuestra Señora de la Soledad de San Pedro Tlaquepaque, Jalisco.
Nombrado en 1942 por el Papa Pío XII Obispo Auxiliar de Santa Ana, fue promulgado su Obispo en 1954. El 25 de febrero de 1981 presentó al Papa Juan Pablo II su dimisión.
Participó en las cuatro sesiones del Concilio Vaticano II.